# Somasker
Die Somasker, regional auch Majoliten genannt, sind Angehörige einer Ordensgemeinschaft der römisch-katholischen Kirche (lateinisch Ordo Clericorum Regularium a Somasca, Ordenskürzel CRS). Sie werden auch Gesellschaft der Knechte der Armen, in Italien Padri Somaschi, genannt und wurden 1534 gegründet.

## Geschichte

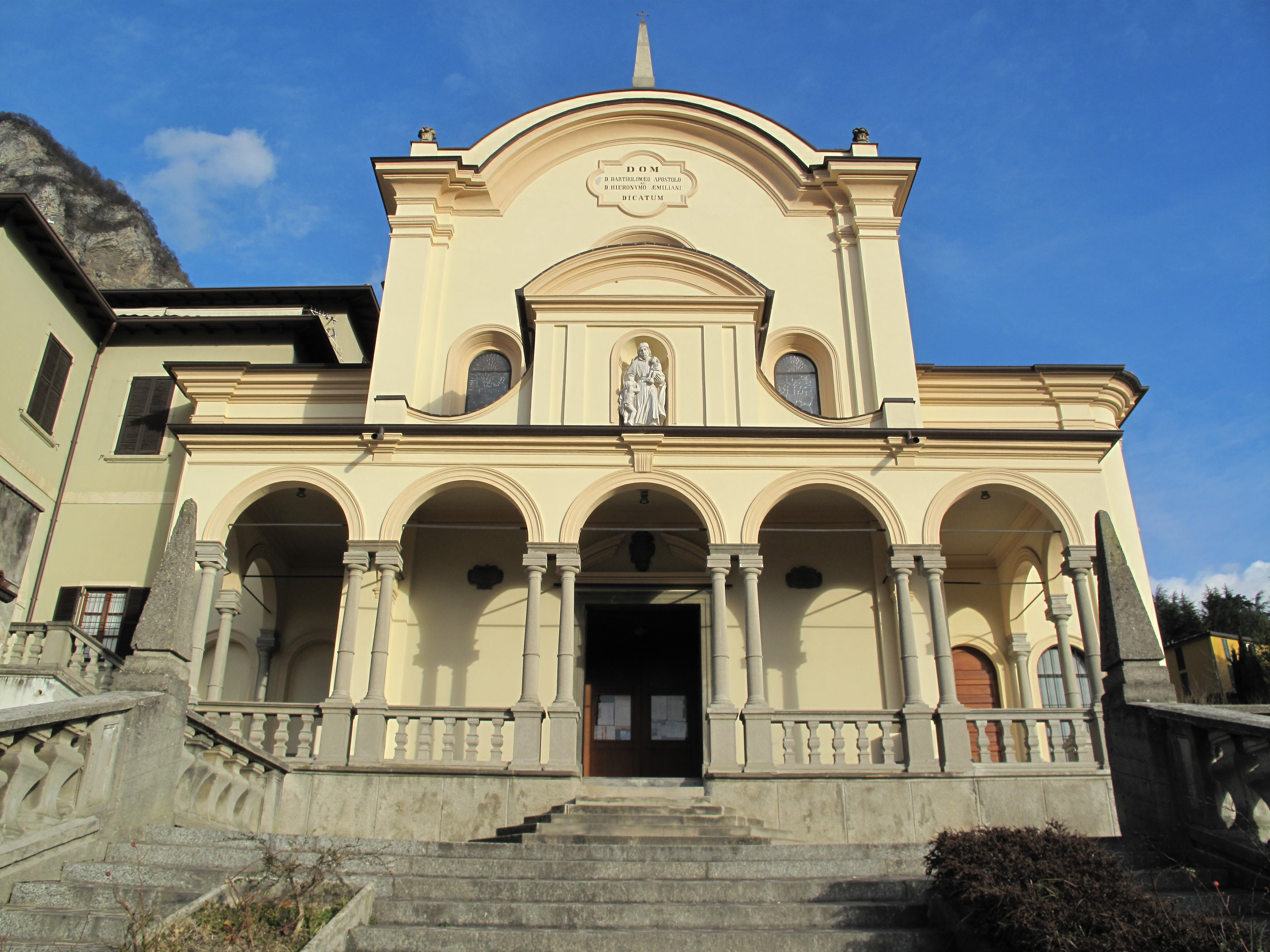
Das Mutterhaus in Somasca

Der Orden wurde 1534 vom venezianischen Laien Hieronymus Aemiliani (1486–1537) in der Nähe Mailands gegründet und 1540 von Papst Paul III. (1534–1549) als eine Gemeinschaft von Regularklerikern bestätigt. Ihren Namen erhielt die Ordensgemeinschaft von der Ortschaft Somasca bei Vercurago (Lombardei), wo das Mutterhaus des Ordens mit dem Heiligtum San Girolamo Emiliani steht und welches der Sterbeort des später heiliggesprochenen Ordensgründers ist. In der Region Pavia wurden sie Majoliten genannt, nachdem ihnen ihr Gönner Kardinal Karl Borromäus die Kirche S. Majolo in Pavia übergeben hatte.
Trotz der Bestätigung durch den Papst erlebte der Orden, dem auch Laien angehören können, eine schwierige Anfangsphase, schloss sich mehrmals mit anderen Gemeinschaften mit ähnlicher Zielsetzung zusammen und war um 1800 fast untergegangen. Im 19. und 20. Jahrhundert setzte eine Aufbauphase ein, in der auch in Amerika Klöster gegründet wurden.
1680 wurde in Genua der weibliche Zweig, die Somaskerinnen gegründet, die sich ebenfalls in der Erziehung und Betreuung von Waisen betätigen.

## Ordensregel und -leben
Die Somasker leben nach der Augustinusregel und widmen sich vorwiegend der Erziehung, insbesondere von Waisen. Zurzeit gehören dem Orden etwa 500 Mitglieder an. Sie arbeiten in Internaten, Waisen-, Armen- und Krankenhäusern. Verbreitet sind sie in Italien, aber auch in Nord-, Mittel- und Südamerika sowie in Indien, Sri Lanka und Australien. Der Generalsuperior (italienisch preposito generale) hat seinen Sitz in Rom.

## Generalsuperiore
- Giuseppe Boeris (1963–1992)
- Bruno Luppi (1992–2005)
- Roberto Bolis (2005–2008)
- Franco Moscone (2008–2018)
- José Antonio Nieto Sepúlveda (seit 2019)